# Message in a Box: The Complete Recordings
Message in a Box: The Complete Recordings è un cofanetto di 4 CD del gruppo musicale The Police, pubblicato dalla A&M Records in edizione limitata e numerata nel 1993 e comprendente tutto il materiale in studio pubblicato dalla band nei sette anni continuativi di attività (1977-1983), più alcune tracce live inedite del medesimo periodo.

## Contenuto
Oltre alla totalità delle tracce contenute nei cinque album in studio ufficiali – Outlandos d'Amour (1978), Reggatta de Blanc (1979), Zenyatta Mondatta (1980), Ghost in the Machine (1981) e Synchronicity (1983) – i quattro CD includevano, in ordine sparso:
- il primo singolo autoprodotto Fall Out/Nothing Achieving (1977), registrato con il chitarrista Henry Padovani al posto di Andy Summers;
- tutti i lati B dei 45 giri pubblicati nel Regno Unito nel periodo 1978-1983, non inclusi negli album ufficiali;
- un missaggio mono del brano The Bed's Too Big Without You dall'album Reggatta de Blanc (1979), edito in precedenza solo come radio sample e su una raccolta di singoli da 7" dal titolo: Six Pack (1980);
- How Stupid Mr Bates, A Kind of Loving e I Burn For You, tre brani incisi dalla band nel 1981 e poi inclusi tutti in Brimstone & Treacle (1982), colonna sonora del film Le due facce del male, con Sting attore protagonista e autore di una parte delle musiche anche come solista;
- sei brani registrati dal vivo in concerto, in tempi e luoghi vari;
- Don't Stand So Close to Me '86, l'ultima registrazione in studio del trio prima dello scioglimento e rifacimento dell'omonimo singolo estratto da Zenyatta Mondatta (1980); il brano come da titolo uscì nel 1986, sulla prima edizione della raccolta Every Breath You Take: the Singles.

Il cofanetto comprendeva un libretto di 60 pagine con la storia del gruppo commentata dai tre membri storici, accompagnata da fotografie inedite.
L'unica ristampa di quest'opera risale al 27 ottobre 2006, pochi mesi prima della live reunion di The Police del 2007-2008. Era identica nella copertina ma differente per formato della confezione e impaginazione del booklet .

## Tracce
Testi e musiche di Sting, eccetto dove indicato.
CD 1
1. Fall Out – 2:03 (Stewart Copeland)
2. Nothing Achieving – 1:56 (Ian Copeland, S. Copeland)
3. Dead End Job – 3:36
4. Next to You – 2:55
5. So Lonely – 4:50
6. Roxanne – 3:12
7. Hole in my Life – 4:55
8. Peanuts – 4:02 (Sting, Copeland)
9. Can't Stand Losing You – 2:59
10. Truth Hits Everybody – 2:55
11. Born in the '50's – 3:45
12. Be My Girl / Sally – 3:24 (Sting, Andy Summers)
13. Masoko Tanga – 5:42
14. Landlord (live) – 2:36
15. Next to You (live) – 3:11
16. Landlord – 3:09
17. Message in a Bottle – 4:51
18. Reggatta de Blanc – 3:06 (Copeland, Summers, Sting)
19. It's Alright for You – 3:13 (Copeland, Sting)
20. Bring on the Night – 4:16
21. Deathwish – 4:13 (Copeland, Summers, Sting)

Durata totale: 74:49
CD 2
1. Walking on the Moon – 5:02
2. On Any Other Day – 2:57 (Copeland)
3. The Bed's Too Big Without You – 4:26
4. Contact – 2:38 (Copeland)
5. Does Everyone Stare – 3:52 (Copeland)
6. No Time This Time – 3:17
7. Visions of the Night – 3:05
8. The Bed's Too Big Without You (mono) – 3:29
9. Truth Hits Everybody (live) – 2:26
10. Friends – 3:36 (Summers)
11. Don't Stand So Close to Me – 4:04
12. Driven to Tears – 3:20
13. When the World Is Running Down, You Make the Best of What's Still Around – 3:38
14. Canary in a Coalmine – 2:26
15. Voices Inside My Head – 3:53
16. Bombs Away – 3:09 (Copeland)
17. De Do Do Do, De Da Da Da – 4:09
18. Behind My Camel – 2:54 (Summers)
19. Man in a Suitcase – 2:19
20. Shadows in the Rain – 5:02
21. The Other Way of Stopping – 3:22 (Copeland)

Durata totale: 73:04
CD 3
1. A Sermon – 2:33 (Copeland)
2. Driven to Tears (live) – 3:29
3. Shambelle – 5:00 (Summers)
4. Spirits in the Material World – 2:59
5. Every Little Thing She Does Is Magic – 4:22
6. Invisible Sun – 3:44
7. Hungry for You (J'aurais toujours faim de toi) – 2:53
8. Demolition Man – 5:57
9. Too Much Information – 3:43
10. Rehumanize Yourself (Copeland, Sting)
11. One World (Not Three) – 4:47
12. Ωmegaman – 2:48 (Summers)
13. Secret Journey
14. Darkness – 3:14 (Copeland)
15. Flexible Strategies – 3:43 (Copeland, Summers, Sting)
16. Low Life – 3:45
17. How Stupid Mr. Bates – 2:41 (Copeland, Summers, Sting)
18. A Kind of Loving – 2:03 (Copeland, Summers, Sting)

Durata totale: 57:41
CD 4
1. Synchronicity I – 3:23
2. Walking in Your Footsteps – 3:36
3. O My God – 4:02
4. Mother – 3:05 (Summers)
5. Miss Gradenko – 1:59 (Copeland)
6. Synchronicity II – 5:02
7. Every Breath You Take – 4:13
8. King of Pain – 4:59
9. Wrapped Around Your Finger – 5:13
10. Tea in the Sahara – 4:19
11. Murder by Numbers – 4:36 (Summers, Sting)
12. Man in a Suitcase (live) – 2:17
13. Someone to Talk to – 3:08 (Summers)
14. Message in a Bottle (live) – 4:51
15. I Burn for You – 4:49
16. Once Upon a Daydream – 3:31 (Summers, Sting)
17. Tea in the Sahara (live) – 5:06
18. Don't Stand So Close to Me '86 – 4:51

Durata totale: 73:00

## Formazione
- Sting – voce, basso, pianoforte, sintetizzatori, Synclavier, sassofono
- Stewart Copeland – batteria, pianoforte, cori
- Andy Summers – chitarra, guitar synth, voce, cori
- Henry Padovani – chitarra (CD 1, tracce: 1,2)